# В пламени
В пламени (кор. 불꽃 속으로, Bulkkot Sogeuro) — историко-драматический южнокорейский телесериал 2014 года, основанный на жизнеописании основателя «POSCO» и 33-го премьер-министра Южной Кореи Пак Тхэ Джуна. Телесериал транслировался каналом TV Chosun с 25 апреля по 28 июня 2014 года по пятницам и субботам в 23:00 по корейскому времени..

## Сюжет
В основе телесериала лежит жизнеописание Пак Тхэ Джуна, основателя и президента первой сталелитейной компании в Республике Корея «POSCO». Действие происходит во времена нахождения Кореи под властью Японии и Корейской войны; борясь с бедностью и отчаянием Пак создаёт свою компанию, которая впоследствии сыграет решающую роль в экономической модернизации Кореи.
Изначально сериал планировалось назвать Стальной король (кор. 강철왕), таковым было неофициальное прозвище Пака.

## В ролях

### Main characters
- Чхве Суджон[англ.] — Пак Тхэ Джун
  - Ким Квон — Пак Тхэ Джун в молодости
- Рю Джин[англ.] — Син Дэчхоль
  - Юн Хонбин — Син Дэчхоль в молодости
- Сон Тхэён[англ.] — Кумико
  - Ким Евон[англ.] — Кумико в молодости
- Ли Инхе[англ.] — Чан Оксон
- Чхве Чхольхо[англ.] — Чхве Джонхо
- Докко Ёнджэ[кор.] — президент
- Чон Хобин[кор.] — Алан Киссинджер